# Otto Michael Ludwig Leichtenstern
Otto Michael Ludwig Leichtenstern (Ingolstadt, 14 ottobre 1845 – Colonia, 23 febbraio 1900) è stato un medico tedesco.

## Biografia
Nel 1869 conseguì il dottorato all'Università di Monaco, in seguito come assistente di medicina clinica a Monaco sotto Karl von Pfeufer (1806-1869) e Joseph von Lindwurm (1824-1874). Dopo la morte di Felix von Niemeyer (1820-1871), fu capo provvisorio della clinica medica di Tubinga prima della nomina di Carl von Liebermeister (1833-1901) come sostituto permanente di Niemeyer. Leichtenstern rimase nella clinica di Tubinga per diversi anni, in seguito ricoprì il ruolo di capo medico di medicina interna presso l'ospedale di Colonia (1879-1900).
Nel 1898 sospettò che il composto 2-naftilammina fosse coinvolto nella carcinogenesi della vescica umana. Con Adolph Strümpell (1853-1925), venne chiamata l'omonima "encefalite di Strümpell-Leichtenstern", una malattia nota anche come encefalite acuta emorragica.